# ウォーレス・ジョン・エッカート
ウォーレス・ジョン・エッカート（Wallace John Eckert、1902年6月19日 – 1971年8月24日）はアメリカ合衆国の天文学者である。コロンビア大学のトーマス・J・ワトソン天文計算局を指揮し、これがIBMの研究部門に発展した。

## 生涯
ウォレス・ジョン・エッカートは、1902年1月19日にペンシルベニア州ピッツバーグで生まれた。その後まもなく両親はエリー郡アルビオンに移り住み、農場で4人の息子たちを育てた。ウォレスはアルビオン高校を男子6人、女子8人のクラスで卒業した。
1925年にオーバリン大学を卒業し、1926年にはアマースト大学で修士号(MA)を取得した。1926年からコロンビア大学で教鞭をとり、1931年にイェール大学でアーネスト・ウィリアム・ブラウンの指導の下で天文学の博士号(PhD)を取得した。
1932年にドロシー・ウッドワース・アップルゲート(Dorothy Woodworth Applegate)と結婚し、アリス、ジョン、ペネロペの3人の子供を育てた。
1971年1月31日のアポロ14号の打ち上げにも関わり、同年8月24日にニュージャージー州で亡くなった。
同じ姓で、同時代のコンピュータのパイオニアであったジョン・プレスパー・エッカートとの血縁関係はない。

## 天文学への計算機の利用
1933年頃、エッカートは、コロンビア大学のラザフォード研究所にあるIBMのパンチカード式作表機を相互に接続して、単純な統計計算以上のことを行うことを提案した。エッカートはIBM社長のトーマス・J・ワトソンに、加算や減算だけでなく乗算もできる新開発の作表機IBM 601を寄贈するよう依頼した。1937年、この施設はトーマス・J・ワトソン天文計算局(Thomas J. Watson Astronomical Computing Bureau)と名付けられた。IBMは、数字の集計、数表の作成、加算、減算、乗算、再現、検証、差分表の作成、対数表の作成、ラグランジュ補間の実行に必要な顧客サービスやハードウェア回路の改造を行った。これらは全て、天文学的応用のための微分方程式を解くために行われていた。1940年1月、エッカートはPunched Card Methods in Scientific Computation（科学計算におけるパンチカード法）を刊行した。この本は、惑星の軌道を予測する問題を、IBMのパンチカード式電気作表機を使って解決する方法について書いたもので、索引を含めてわずか136ページの薄い本である。

## アメリカ海軍天文台
1940年、エッカートはワシントンD.C.にあるアメリカ海軍天文台(USNO)の台長に就任した。第二次世界大戦がヨーロッパで何ヶ月も続いており、アメリカはまだ正式に参戦していなかったが、航海用の各種数表の需要は高まっていた。この需要を受けてエッカートは、パンチカード式作表機を使用して、これらの数表を作成するプロセスを自動化した。1941年の航海年鑑は、初めて、最終的な組版に至るまで自動化された機器を使用して行われた。

## マンハッタン計画
コロンビア大学の物理学教授のダナ・P・ミッチェルは、ロスアラモス国立研究所で核兵器開発計画・マンハッタン計画に従事した。1943年までには、手間のかかるシミュレーション計算には、当時の電気機械式計算機を使うようになっていたが、そのほとんどが科学者の妻である人間の「コンピュータ」（計算手）によって操作されていた。ミッチェルは、彼の同僚エッカートのようにIBMの作表機を使用することを提案した。ニコラス・メトロポリスとリチャード・ファインマンは、物理学の研究にパンチカードが有効であるかの研究を開始した。ジョン・フォン・ノイマンらは、この「パンチカードによる計算」の有用性に気づいていた。それは、完全に電子化された機械の構築へと繋がり、今日「コンピュータ」と呼ぶものに進化して行った。

## ワトソン研究所
戦後、エッカートはコロンビア大学に戻った。そのころワトソンは、ハーバード大学で行われていたIBMが出資したプロジェクト（Harvard Mark I）を巡ってハーバード大学と対立していた。IBMはその代わりにコロンビア大学に資金を集中させることになり、エッカートの研究室はワトソン科学計算研究室と名付けられた。エッカートは、長時間の計算を人手を介さずに行う科学計算の利点を痛感しており、それが自分の研究室の意義であると理解していた。
1948年1月、マディソン・アベニューにあるIBM本社ビルの1階ショールームに、エッカートが提案した仕様に基づく巨大な機械が設置された。この機械はSelective Sequence Electronic Calculator(SSEC)と名付けられた。この装置は計算装置としてある程度の成功を収めただけでなく、新たな顧客や従業員をIBMに惹き付ける役割を果たした。エッカートは1948年11月にSSECに関する論文を発表している。
エッカートはIBMの従業員として、アメリカ初の工業研究所を指揮した。1945年、エッカートは、次世代のIBMを担う研究者としてハーブ・グロッシュとルウェリン・トーマスを採用した。この2人はともに、IBMに多大な貢献をした。1949年にカスバート・ハードがIBMに採用され、エッカートの後任をオファーされたが、彼はその代わりに応用科学部門を設立し、後にIBM初の商用プログラム内蔵方式コンピュータ・IBM 701の開発を指揮した。
1954年には、海軍装備局向けのコンピュータ・NORCの開発の指揮を執った。
この時期には、SSECによるブラウンの月運動論の確認、改良された月の天体暦を開発、外惑星の天体暦を計算するための初の数値積分、SSECやNORCによる小惑星等の軌道計算など、計算天文学への革新的な貢献を続けた。
1957 年、ワトソン研究室はニューヨーク州ヨークタウンハイツに移転し（1961年に新しい建物が完成）、IBMのトーマス・J・ワトソン研究所となった。
1966年に米国科学アカデミーからジェームズ・クレイグ・ワトソン・メダルを受賞した。

## その他
月の危難の海にあるクレーターエッカートや、小惑星(1750)エッカートは、彼に因んで命名された。また、小惑星(1625)NORCは、彼が開発を指揮し、小惑星等の軌道計算に使用したNORCから命名された。

## 著書
- Faster, Faster - A Simple Description of a Giant Electronic Calculator, and the Problems it Solves（もっと速く - 巨大な電子計算機についての簡潔な説明と、それが解決した問題） - レベッカ・ジョーンズ、コロンビア大学ワトソン科学計算研究室、IBMとの共著。